# Spilogona bomynensis
Spilogona bomynensis är en tvåvingeart som beskrevs av Willi Hennig 1959. Spilogona bomynensis ingår i släktet Spilogona och familjen husflugor. Inga underarter finns listade i Catalogue of Life.